# Lucifer chacei
Lucifer chacei är en kräftdjursart som beskrevs av Bowman 1967. Lucifer chacei ingår i släktet Lucifer och familjen Luciferidae. Inga underarter finns listade i Catalogue of Life.